# Zoo du Bassin d’Arcachon
Koordinaten: 44° 35′ 9,3″ N, 1° 8′ 12,9″ W
Der Zoo du Bassin d’Arcachon ist ein Zoo, der sich in La Teste-de-Buch, südlich der französischen Stadt Arcachon im Département Gironde in der Region Nouvelle-Aquitaine befindet. Er ist bei der European Association of Zoos and Aquaria (EAZA) sowie der Association Française des Parcs Zoologiques (AFdPZ) akkreditiert.

## Geschichte
Im Jahr 1988 wurde der Zoo gegründet und im folgenden Jahr der Öffentlichkeit zugänglich gemacht. 1999 richteten orkanartige Stürme schwere Schäden im Zoo an. 80 % der Gehege und Wege wurden verwüstet sowie Bäume entwurzelt, die Gebäude blieben hingegen intakt.
Weitere klimabedingte Schäden erlitt der Zoo durch einen Waldbrand im Jahr 2022, als rund 1000 Tiere wegen der Flammen evakuiert werden mussten. Dabei halfen Tierärzte und Pfleger aus mehreren anderen Zoos des Landes mit Fahrzeugen, Transportkisten und veterinärmedizinischer Ausrüstung. 363 Tiere wurden behelfsweise auf dem Parkplatz des Zoos von Pessac am Stadtrand von Bordeaux untergebracht und verblieben dort, bis sich das Feuer gelegt hatte. Bei der Evakuierung kamen dennoch etwa 10 Tiere ums Leben, wegen Hitze und Stress, wie das französische Umweltministerium mitteilte. Diejenigen Tiere, die vor Ort bleiben mussten, konnten angemessen versorgt werden.

## Tierbestand und Arterhaltungsprogramme
Im Zoo du Bassin d’Arcachon werden rund 900 Tiere auf einem ca. 22 Hektar großen Gelände gehalten, in erster Linie Säugetiere und Vögel (Stand 2023).
Der Zoo unterstützt zahlreiche Arterhaltungs- und Schutzprogramme. Im Rahmen des Europäischen Erhaltungszuchtprogramms (EEP) werden übergreifende Projekte zur gezielten und koordinierten Zucht von in Zoos gehaltenen Arten durchgeführt. Dazu stellt der Zoo du Bassin d’Arcachon je nach Verfügbarkeit Tiere für Zuchtprogramme zur Verfügung, wenn dies zur Erhaltung der genetischen Vielfalt sinnvoll ist.

## Bilder
Die nachfolgende Bildauswahl zeigt einige Tiere aus dem Bestand des Zoo du Bassin d’Arcachon.

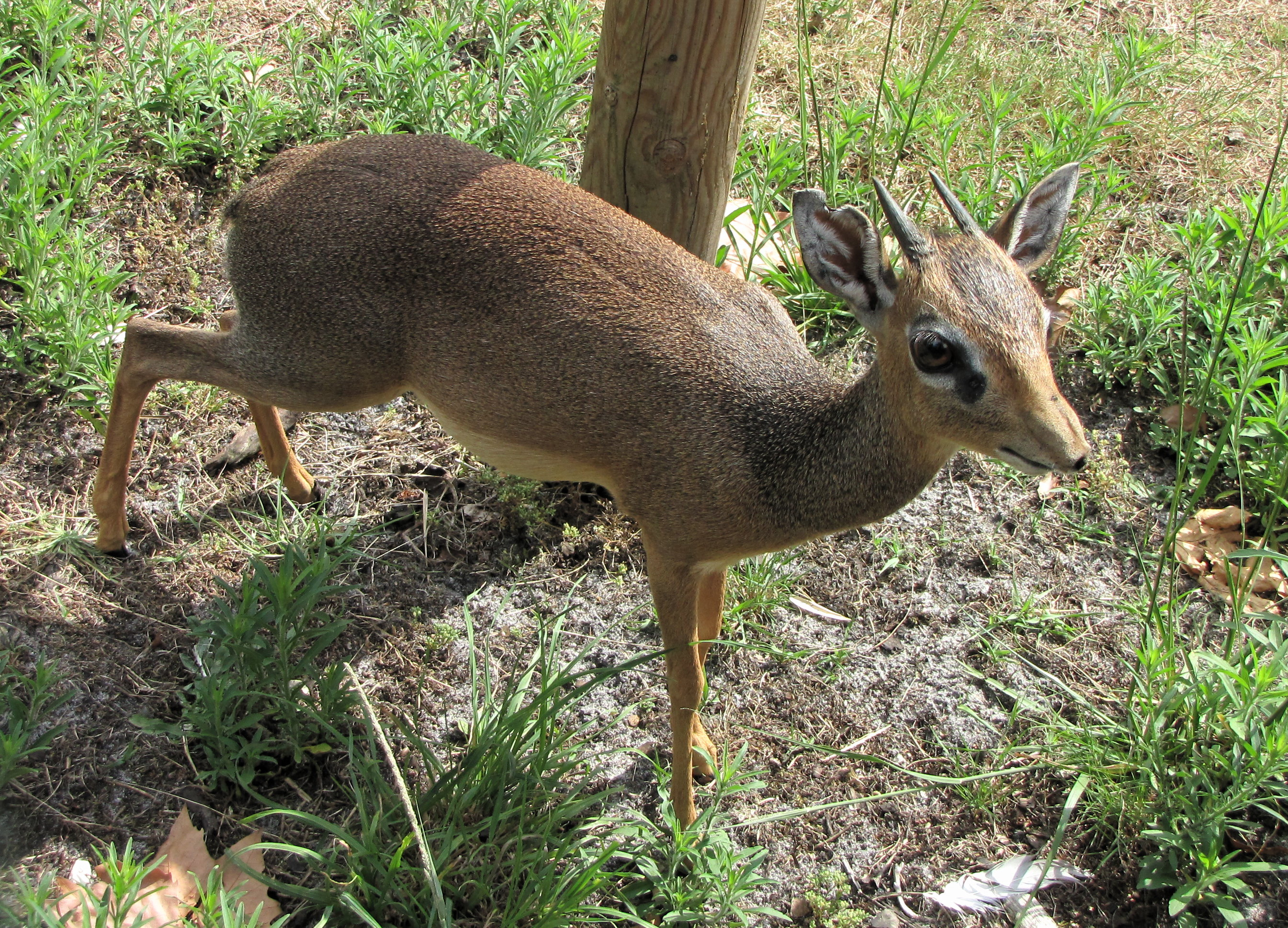
Kirk-Dikdik (Madoqua kirkii)
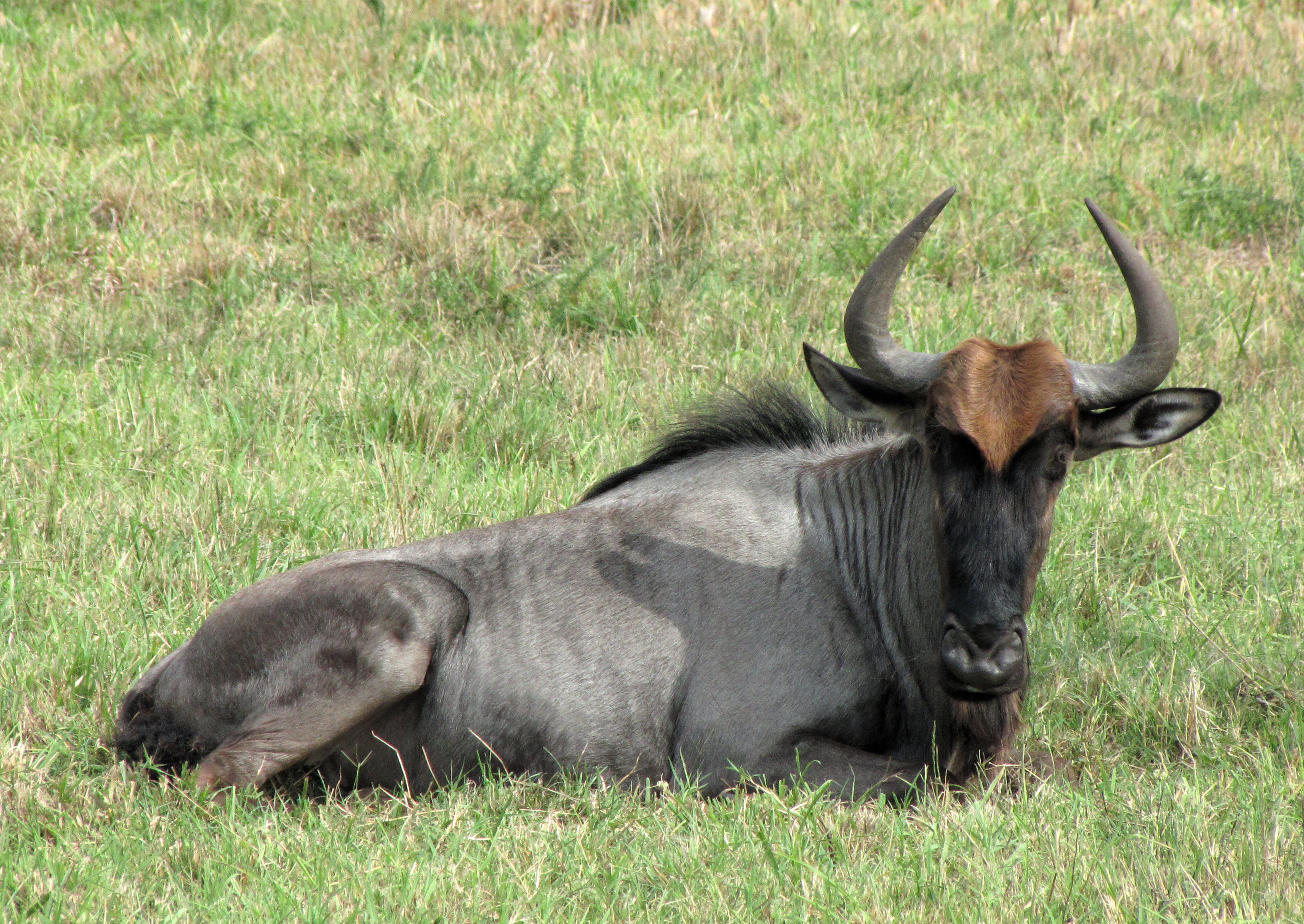
Streifengnu (Connochaetes taurinus)
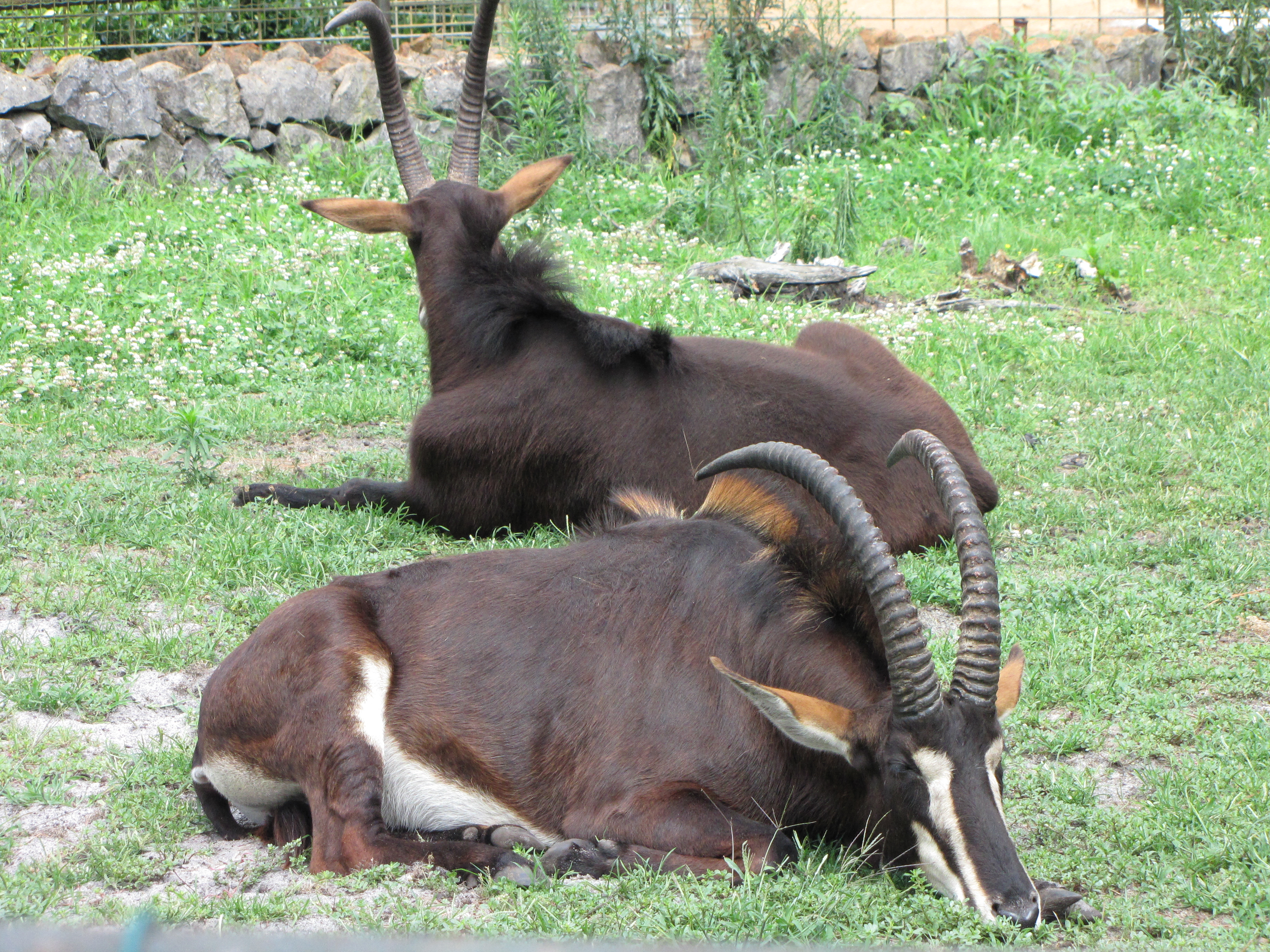
Rappenantilopen (Hippotragus niger)
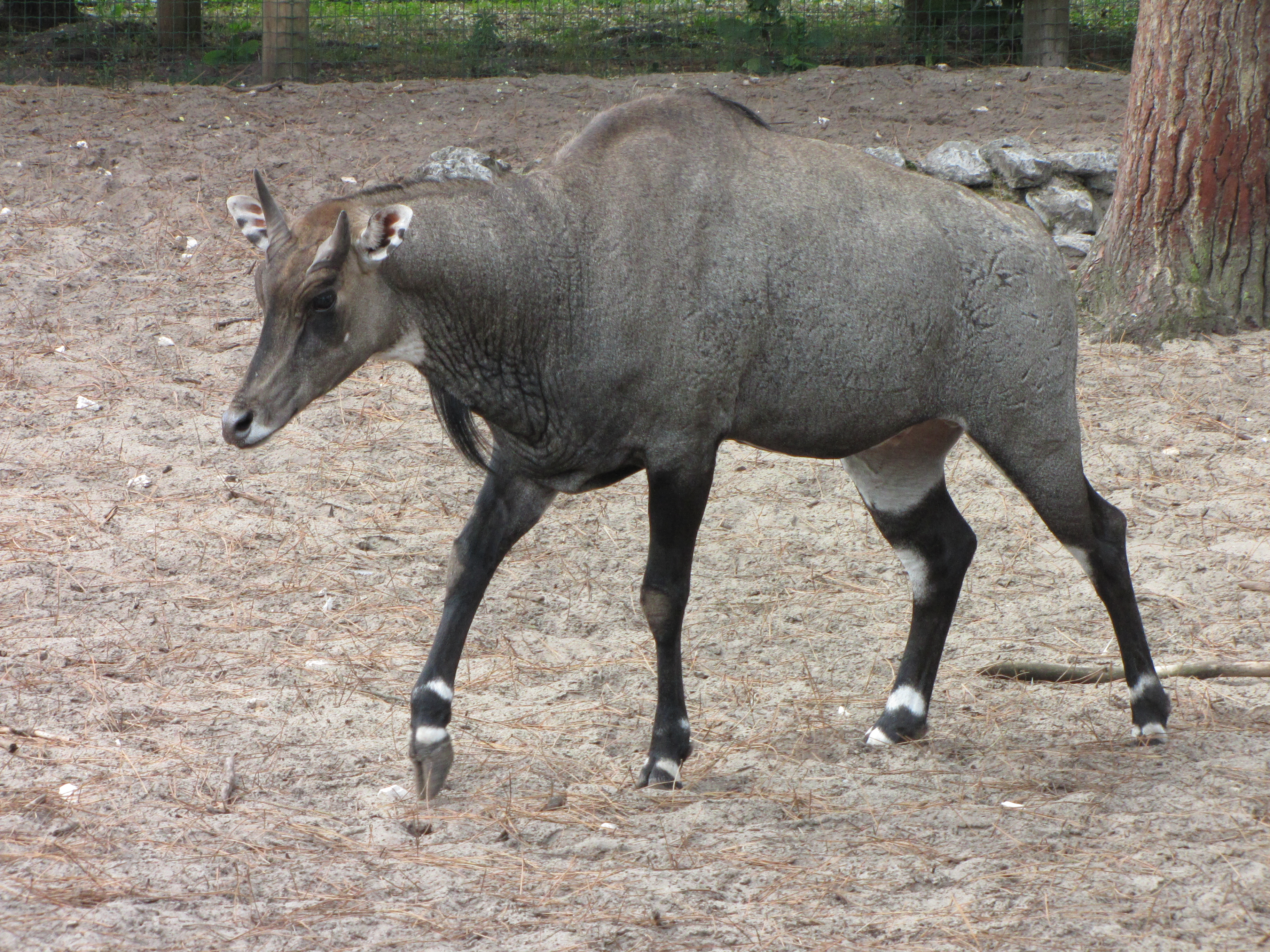
Nilgauantilope (Boselaphus tragocamelus)